# Pional
Pional es el nombre artístico del productor,  compositor y  dj madrileño Miguel Barros. En 2006 inició su carrera musical con el alias "Alt Fenster" y publicó varios singles Techno. En 2010 tras cambiar de estilo y orientarse hacia el House con influencias Pop empezó a usar el alias de Pional, y es el nombre con el que se le conoce habitualmente en el mundo de la Música electrónica. Desde 2012 actúa en directo habitualmente junto a John Talabot. Ha realizado numerosos remixes exitosos, incluyendo remezclas para artistas como The XX, The Rapture, Jessie Ware entre muchos otros. 

En 2019 se le ha visto trabajando en el estudio con artistas pop como  C. Tangana, Alizz, Aitana o Ana Torroja entre otros.

## Biografía
Miguel Barros, debutó en 2006 con el alias de Alt Fenster, su sonido inicialmente se encuadraba dentro del Techno y estaba muy influido por el sello británico de electrónica Border Community. Con el tiempo empieza a cansarse del Techno o de tener que estar limitado a un estilo muy determinado y por ello a partir de 2010 empieza a grabar como Pional con un sonido orientado hacia el House pero acercándose también a otros estilos como el Pop o la música disco. Como Pional debuta con los sencillos “A Moot Point” y “We Have Been Waiting for You” en el sello Hivern Discs de John Talabot, con el que mantiene una gran sintonía y colabora de forma continuada desde que graba como Pional.
Su sonido se caracteriza por cuidar especialmente las melodías y la línea vocal procurando al mismo tiempo no caer en lo excesivamente Mainstream (aunque como oyente admira el sonido de artistas como Beyoncé).También destaca por su sonido orgánico y el uso de numerosos instrumentos "reales" como piano, baterías o bajos eléctricos. Inicialmente usaba ordenadores portátiles en sus actuaciones pero dejó de utilizarlos para conseguir un sonido más analógico y orgánico. A pesar de su proyección internacional su primera actuación en Madrid fue a finales de 2011, en opinión de Pional en Madrid hay una gran carencia de infraestructuras y salas con una acústica adecuada y está más integrado dentro de la escena electrónica de Barcelona.
Hasta 2012 compaginó su carrera musical con el trabajo de realizar mezclas de películas de cine para la compañía Pixar. Ese año deja el trabajo en busca de una mayor libertad, se centra plenamente en la música y gira por medio mundo junto a John Talabot, llegando a telonear a grupos como The XX en América y Europa, para los que hizo una remix junto a Talabot. También ha realizado remezclas para artistas como The Rapture, Jessie Ware, y Delorean entre muchos otros.
En 2012 compuso junto a Talabot la canción "Brave" para el maratón Divina Pastora de Valencia, Talabot y Pional también han grabado juntos con el alias 'Joint Strips' y en 2013 publicaron el tema "I'll Be Watching You".  El mismo año, componía para Kylie Minogue.

## Discografía

### Singles
- A Moot Point (2010) [Hivern Discs HVN007], Vinyl-12" Limited Edition & Digital.
  - In Another Room (Original Mix)
  - In Another Room (Rebolledo Remix)
  - Cocoples de Gana (Original mix)
  - Cocoples de Gana (Basic Soul Unit Remix)
  - Cocoples de Gana Basic Soul Unit Alternative Remix)

- We Have Been Waiting For You (2010) [Hivern Discs HVN008], Vinyl-12" Limited Edition & Digital.
  - We Have Been Waiting For You (Original Mix)
  - We Have Been Waiting For You (Gavin Russom Remix)
  - We Have Been Waiting For You (Blue Daisy Remix)

- Last House On The Left (2011) [Permanent Vacation, PERMVAC 081-1], Vinyl-12" & Digital.
  - Into A Trap (Original Mix)
  - Alabama Dice (Original Mix)
  - Where Eagles Dare (Original Mix)

- Pional & Bostro Pesopeo - Yes (2011) [Permanent Vacation, PERMVAC 088-1], Vinyl-12" & Digital.
  - Yes (Original Mix)
  - Joey Jo Jo´s Temptation (Original Mix)
  - Baby Blue (Original Mix)
  - Bonus Beats (Original Mix)

- Invisible/Amenaza (2013) [Young Turks], 12" & Digital.
  - Invisible/Amenaza (Original Mix)
  - A New Dawn
  - The Shy
  - Invisible/Amenaza (Extended Dub 12" version)

- It´s All Over (2014) [Hivern Discs], 12" & Digital.
  - It´s All Over (Original Mix)
  - It´s All Over (John Talabot´s Refix)
  - It´s All Over (John Talabot´s Stripped Remix)
  - It´s All Over (Locked Groove Rendition)
  - It´s All Over (Pional´s Fosc Version)

### Colaboraciones y miscelánea
- Pional - The Onset  (2010)  [Hivern a L'Estiu Vol.2 Compilation], Digital.
- Pional & John Talabot - T.A.M.B (2011) [Hivern Discs, 7HVN2], Vinyl-7" Limited Edition.
- Pional & Henry Saiz - Uroboros (2011) [Balance Compilation 19], Digital.
- Pional - Just Passing Through (2011) [If This Is House I Want My Money Back Compilation, Permanent Vacation PERMVAC0842], Vinyl-12" & Digital.
- John Talabot & Pional - Destiny (ƒIN album) Permanent Vacation, 2012.
- John Talabot & Pional - So Will Be Now (ƒIN album) Permanent Vacation, 2012.[8]
- Pional & John Talabot - Brave (2012) Sintonía de la maratómn de Valencia, 2012.
- Blanc01 aka Pional - It´s All Over (2013) HivernDiscs HVNBLNC01
- Lost Scripts (Dúo junto a Talabot) - I´ll Be Watching You (2013) YT2013/1

### Remixes
- Stainboy - Sparks (Hivern Discs)
- Delorean - Real Love (True Panther Sounds/Matador Records)
- Clinic - Bubblegum (Domino Records)
- Cora Novoa - Save Me (Natura Sonoris)
- Space Ranger - Nightmoves (Lovemonk)
- Daniel Solar - A Walk In The Park (Dikso)
- Pollyester - Voices (Permanent Vacation)
- Darkness Falls - Timeline (Hfn Music)
- Nile Delta - Aztec (Cutters Records)
- Debukas  - Golden Mind (2020Vision)
- RKC - Kittens Become Cats (Space Ranger Records)
- The Rapture - In The Grace Of Your Love (DFA Records)
- Lemonade - Soft Kiss (True Panther Sounds/Matador Records)
- Chairlift (band)|Chairlift - I Belong In Your Arms (Young Turks)[9]
- The XX - Chained (Young Turks/XL Recordings)
- Empress Of - Tristeza (Terrible Records)[10]